# EM Strasbourg Business School
Az EM Strasbourg Business School egy francia üzleti iskola, melyet 1919-ben hoztak létre Elzászban, Strasbourgban. 2000 óta ez Franciaország egyik elit grandes écoles-ja, az ország legjobb 17 üzleti iskolája közé tartozik. Ez az egyetlen olyan francia üzleti főiskola, mely egy nagyobb egyetem szervezetén belül működik. Jelenleg a Strasbourgi Egyetem része. Ez az USA-ból más nemzetközi példáknak is köszönhetően átvett modell lehetővé teszi, hogy az iskola profitáljon az egyetemen végzett multi diszciplináris kutatások eredményeiből, így közfinanszírozásban részesül, valamint tőkét vonhat be a privát szektorból is.
A hallgatók választhatnak banki és pénzügyi, vállalkozási és menedzsment, könyvelés és könyvvizsgálat, ellátási lánc menedzsment, nemzetközi rendszerek menedzsmentje valamint marketing és értékesítés szakok között. Az iskola több főiskolai és egyetemi csere programban is szerepel, s így 55 országban mintegy 200 felsőoktatási intézménnyel áll kapcsolatban.

## Története
1919-ben a Kereskedelmi Kamara szervezésének köszönhetően létrehozták az European Institute for Higher Business Studies (IECS) iskolát.
1956-ben a CCI-vel való egyetértésben az IECS csatlakozott a Strasbourgi Egyetemhez valamint a francia Felsőoktatási és Kutatási Minisztériumhoz. Ezzel az IECS lett az egyetlen olyan francia üzleti iskola, mely egyetemhez kötődik.
1999-ben az IECS új épületbe költözött, a PEGE-be (European Center of Management and Economics). Az épületben 26.000 m2 terület van 4 szinten.
2007. október 12. fordulópontot jelentett az egyetem életében. Ekkor stratégiai szempontok miatt egyesült az Institut d'Administration des Entreprises helyi szervezetével, és így jött létre az új intézmény, az EM Strasbourg Business School.
Ez az első olyan francia egyetem, mely négy év után megkapta az AFNOR szervezettől 2012-ben a fogyatékosok támogatását igazoló oklevelet,
2015-ben az egyetemet akkreditálták a AACSB-nél

## Híres hallgatók
- Jean-Marc Zulesi, a Nemzetgyűlés tagja.[4]

## Külső hivatkozások
- Hivatalos oldal